# Jeanne Weber
Pour les articles homonymes, voir Weber.
 (avril 2015).

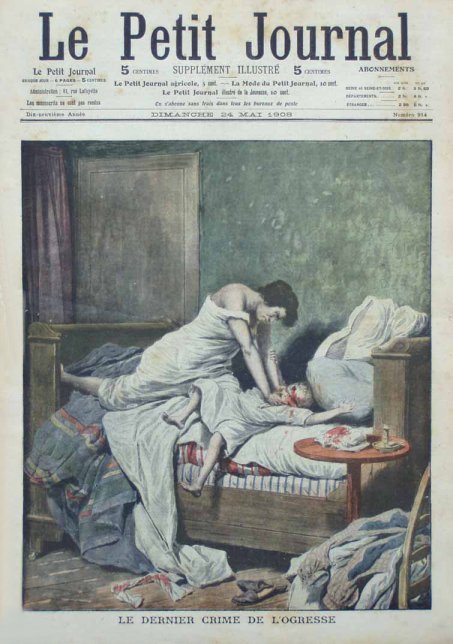
Une du supplément illustré du Petit Journal, édition du 24 mai 1908, montrant la tueuse en série Jeanne Weber tuant un enfant.

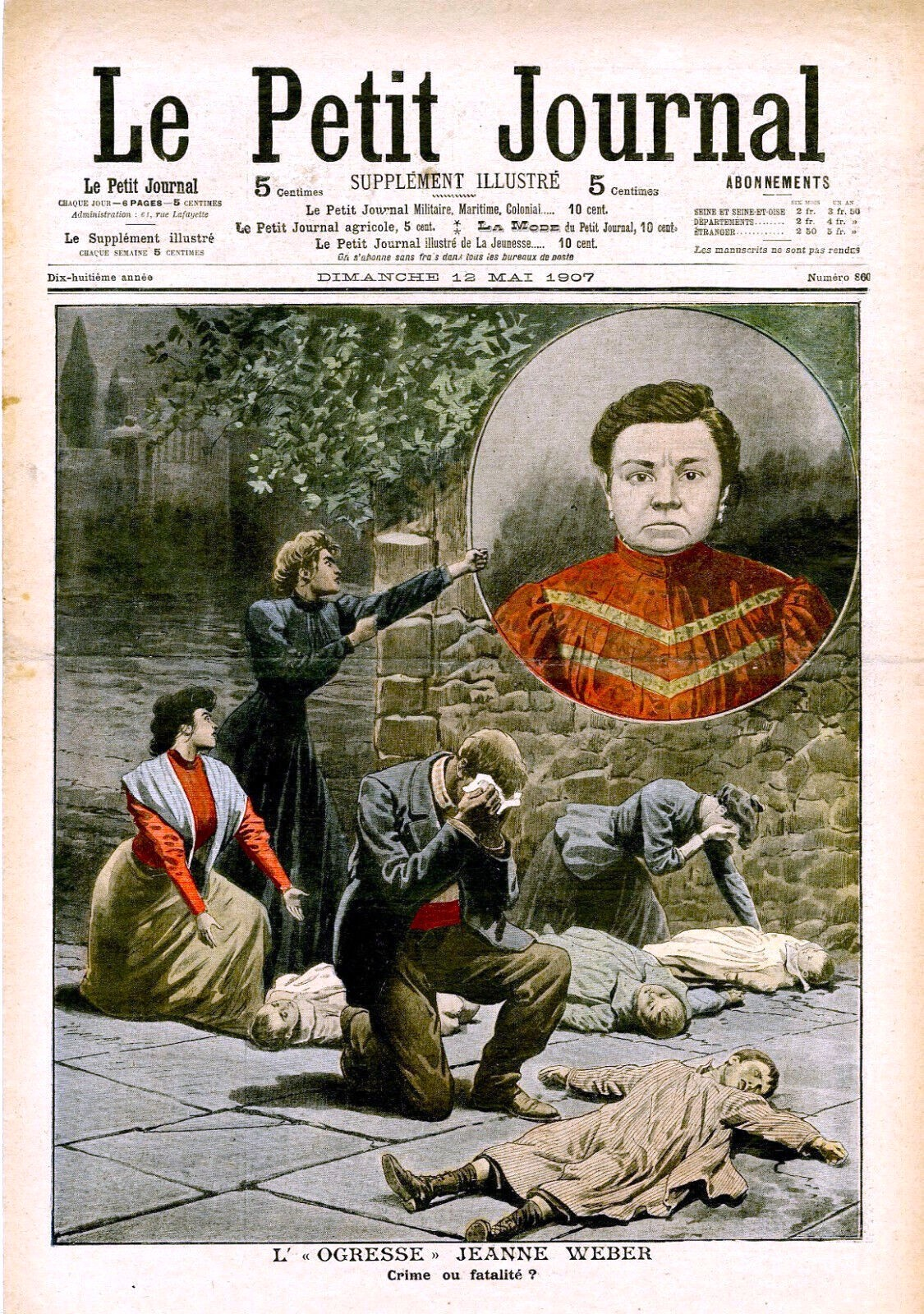
Des parents éplorés accusent Jeanne Weber (portrait en médaillon). Une du supplément illustré du Petit Journal, 12 mai 1907.

Jeanne Weber, née Moulinet le 7 octobre 1874 à Kérity, aujourd'hui quartier de Paimpol (Côtes-d'Armor), et morte le 5 juillet 1918 à Fains-Véel (Meuse), est une tueuse en série française. Surnommée « l'Ogresse de la Goutte-d'Or », du nom du quartier de Paris où elle commet ses forfaits, elle a étranglé dix enfants, dont les siens. Plusieurs fois acquittée, elle est déclarée irresponsable sur le plan pénal en 1908 et internée. Elle meurt d'une crise de néphrite dans sa cellule dix ans plus tard.

## Histoire
Jeanne est née en Bretagne dans un petit village de pêcheurs. Elle quitte la maison familiale pour Paris à l'âge de 14 ans. Elle exerce divers petits boulots jusqu'à son mariage en 1893 avec Jean Weber, un camionneur réputé pour son alcoolisme. Deux de ses enfants sont retrouvés morts, sans explication apparente.
Le 2 mars 1905, Weber garde la progéniture de sa belle-sœur, lorsqu'une des deux enfants, âgée de 18 mois, tombe soudainement malade et meurt. D'étranges contusions sur le cou ne sont pas remarquées par le médecin. Jeanne continue de garder d'autres enfants qui meurent subitement de convulsions ou de morts subites inexpliquées.
Le 25 mars de la même année, elle garde Germaine, âgée de sept ans, qui est la fille de son frère. Celle-ci est alors victime d'une crise subite de « suffocation », accompagnée de marques rouges sur la gorge. L'enfant survit à cet épisode, jusqu'au lendemain, second jour de garde de Weber. La diphtérie aurait emporté l'enfant, mais les marques de strangulation sont une nouvelle fois ignorées.
Le 5 avril 1905, Weber invite deux de ses belles-sœurs à dîner. Elle reste à la maison avec son neveu Maurice âgé de deux ans, alors que les autres femmes sont parties faire des courses. À leur retour, elles trouvent Maurice haletant sur le lit, la gorge tachée d'ecchymoses, et Jeanne debout sur lui avec une expression folle sur son visage. Une plainte est déposée, et le procès de Weber s'ouvre le 29 janvier 1906. Weber est accusée de huit meurtres (dont ses trois enfants, Lucie Alexandre et Poyatos Marcel). Le médecin légiste du parquet de la Seine, le Dr Jules Socquet et le professeur de médecine légale de la faculté de Paris Léon Thoinot, qui se penchent sur l’assassinat par étouffement, concluent à des morts naturelles . Bénéficiant de cet avis et de la défense de son avocat maître Henri-Robert, Jeanne Weber est acquittée le 6 février. Acclamée, présentée par la presse comme une victime, elle bénéficie d'une campagne de réhabilitation.
Relâchée, elle prend un faux-nom, Mme Glaise, et part s'installer à Châteauroux dans l'Indre. Recueillie par un agriculteur, Sylvain Bavouzet, elle s'en prend à son jeune fils qui est retrouvé mort peu de temps après son arrivée. La famille ayant découvert son vrai nom porte plainte, mais elle est à nouveau acquittée. Elle travaille dans un hôpital pour enfants à Fontgombault puis rejoint l'Eure, où elle est employée à la maison d'enfants à Caillouet-Orgeville, dirigée par des amis qui ont cherché à « rattraper les torts que la justice a infligés à une femme innocente ». Travaillant sous le nom de « Marie Lemoine », elle est surprise en train d'étrangler un garçon mais le directeur qui l'a accueillie préfère étouffer l'affaire. Elle finit par avouer ses crimes à la police qui se refuse à rouvrir l'enquête et la fait interner.
Libérée, de retour à Paris, Weber est arrêtée pour vagabondage et brièvement incarcérée à l'asile de Nanterre, mais les médecins la libèrent car « saine d'esprit ». Elle s'engage dans la prostitution, se trouve un nouveau conjoint et s'installe dans une auberge de Commercy en 1908. Un peu plus tard, Jeanne est surprise en train d'étrangler le fils de l'aubergiste, Marcel Poirot, dix ans, avec un mouchoir ensanglanté.
Arrêtée, Weber est déclarée folle le 19 décembre 1908 et expédiée à l'asile de Maréville, puis à celui de Fains-Véel (près de Bar-le-Duc) où elle meurt d'une crise de néphrite le 5 juillet 1918.

## Postérité
Un épisode des Procès témoins de leur temps diffusé en 1978 sur Antenne 2 fut consacré à Jeanne Weber.